# Doença endêmica
Doença endêmica, endemia, do grego en = sobre + demos = povo e primariamente era utilizada para designar a resistência temporária, em um local, de uma pessoa que não era do mesmo. Contrariamente endemia se referia à resistência permanente de uma pessoa nascida no mesmo local.
Atualmente a doença epidêmica abrange três conceitos:
- uma doença que afeta simultaneamente um grande número de pessoas;
- uma doença que se dissemina rapidamente num segmento demográfico da população humana, como todos de uma área geográfica, um quartel ou agrupamento similar ou um grupo humano com semelhanças etárias, sexuais, profissionais, etc.
- uma grande incidência está acima da esperada.

## Doenças endêmicas do Brasil
Dentre as principais endemias que desafiam a saúde pública brasileira hoje são: Sarampo, a malária; Leishmaniose;  Esquistossomose;  Febre Amarela;  dengue, Tracoma; Doença de Chagas; Hanseníase, Tuberculose; Cólera e Gripe A e Paracoccidioidomicose.
No final do século XIX e início do século XX, a saúde pública, visando encontrar soluções para o controle dessas endemias, utilizou o conceito dessas doenças infecciosas o que resultou em uma nova disciplina científica, a microbiologia, que descobriu uma significativa quantidade de vetores que causavam as doenças endêmicas. Nessa época a saúde pública brasileira costumava tomar medidas quanto ao meio ambiente em que as pessoas viviam, preocupavam-se muito com a localização dos cemitérios e hospitais, com a drenagem de terrenos e até com pessoas que apresentassem distúrbios mentais ou leprosos.